# Друштво (филм)
Друштво (енгл. Society) је амерички телесни хорор филм независне продукције из 1989. године, редитеља Брајана Јузне, са Билијем Ворлоком, Девин Деваскез, Еваном Ричардсом и Беном Мајерсоном у главним улогама. Радња прати тинејџера са Беверли Хилса, који верује да су његови богати родитељи део ужасног култа социјалне елите.
Након што је радио као сценариста и продуцент на другим телесним хорорима, као што су Реаниматор (1985) и Из друге димензије (1986), ово је Јузнин редитељски деби. Филм је премијерно приказан 12. јуна 1989, на филмском фестивалу Shock Around the Clock, али је већу биоскопску премијеру имао тек 1992. Добио је позитивне оцене критичара, а на Филмском фестивалу у Бриселу, награђен је Сребрним гавраном за најбољу шминку. Критичари часописа Тајм аут су га 2014. године поставили на 95. место њихове листе 100 најбољих хорор филмова свих времена.
Године 2015. Друштво је добило ограничено блу-реј издање. Тада је било номиновано за Награду Сатурн за најбоље ДВД/блу-реј издање. Јузна је 2013. изјавио да ради на наставку који ће носити наслов Друштво 2: Модификација тела и за који је сценарио написао Стивен Бајро. Међутим, наставак до данас није реализован.

## Радња
Бил Витни живи са својим родитељима и сестром у велелепној вили на Беверли Хилсу, Калифорнија. Он свом психотерапеуту открива сумње да је усвојен и да су његови родитељи део ужасног нељудског култа социјалне елите. Бизарни догађаји који се нижу у његовом окружењу, све га више уверавају у то...

## Улоге
| Глумац          | Улога               |
| --------------- | ------------------- |
| Били Ворлок     | Вилијам „Бил” Витни |
| Девин Деваскез  | Клариса Карлин      |
| Еван Ричардс    | Мајло               |
| Кони Данес      | Нан Витни           |
| Бен Слек        | др Клевланд         |
| Патрис Џенингс  | Џени Витни          |
| Тим Бартел      | Дејвид Бланчард     |
| Хајди Козак     | Шана                |
| Чарлс Лусија    | Џим Витни           |
| Брајан Бремер   | Мартин Петри        |
| Бен Мајерсон    | Тед Фергусон        |
| Марија Клер     | Сали                |
| Памела Матесон  | госпођа Карлин      |
| Конан Јузна     | Џејсон              |
| Џејсон Вилијамс | Џејсонов пријатељ   |
| Дејвид Вајли    | судија Картер       |